# Auston Rotheram
Auston Morgan Rotheram (Sallymount House, Fore, Westmeath, 11 de juny de 1976 - Cheltenham, Gloucestershire, 13 de novembre de 1946) va ser un jugador de polo irlandès que va competir a cavall del segle xix i el segle xx.
El 1908 va prendre part en els Jocs Olímpics de Londres, on guanyà la medalla de plata en la competició de polo, com a integrant de l'equip Ireland. En aquest equip també hi competien John Paul McCann, John Hardress Lloyd i Percy O'Reilly, tots com a membres de l'equip britànic.